# لوئیس بریسکو
لوئیس بریسکو (انگلیسی: Louis Briscoe؛ زادهٔ ۲ آوریل ۱۹۸۸) بازیکن فوتبال اهل بریتانیا است.
از باشگاه‌هایی که در آن بازی کرده‌است می‌توان به باشگاه فوتبال تورکی یونایتد، باشگاه فوتبال تاموورث، باشگاه فوتبال استافورد رانجرز، باشگاه فوتبال ایلکستون، باشگاه فوتبال گرزلی، باشگاه فوتبال نانیتون تاون، باشگاه فوتبال لیک تاون، باشگاه فوتبال ورکسام، باشگاه فوتبال پورت ویل، و باشگاه فوتبال منزفیلد تاون اشاره کرد.
وی همچنین در تیم ملی فوتبال England C بازی کرده‌است.